# علي أكبر محرابيان
علي أكبر محرابيان هو مهندس ووزير سابق للصناعة والمعادن في إيران من 2 نوفمبر 2007 إلى 3 أغسطس 2011.

## رفض دعوى الانتحال من قبل المحكمة
وقال حسين الهاشمي النائب الإصلاحي ورئيس لجنة الصناعة بالبرلمان أن الوقت هو الآن حاكم طهران بعد أن صوت التدقيق في مشروع غرفة آمنة لصالح علي أكبر محرابيان المحكمة وتصريحات دعوى المدعي رفضت